# Feuersägen

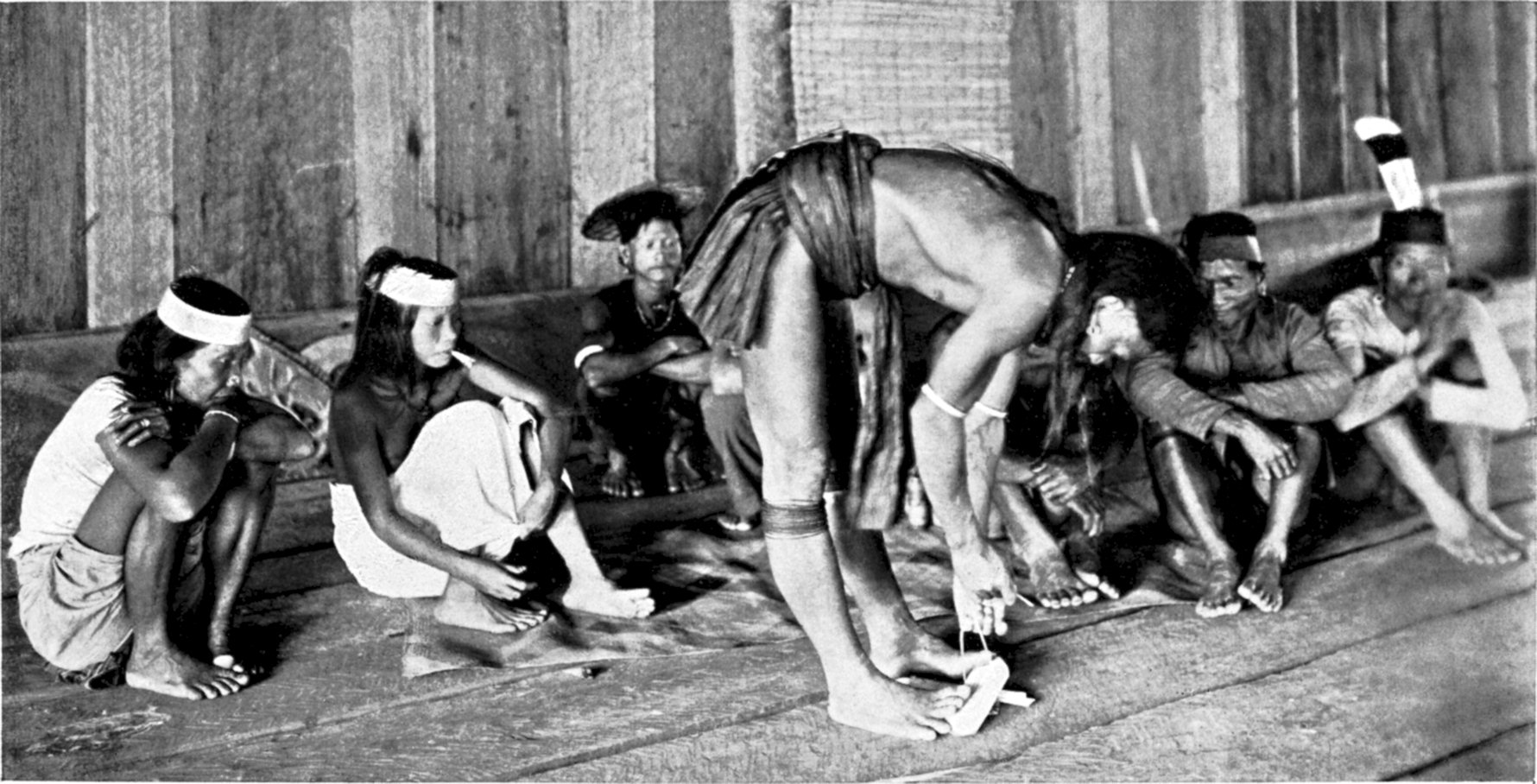
Feuersägen bei den Kajan

Das Feuersägen ist eine primitive Methode, um Feuer mittels Reibung zu erzeugen.

## Geschichte
Zwei Varianten des Feuersägens wurden in Australien entdeckt. Eine verwendet ein messerförmiges Stück Hartholz als Säge, um Reibung an einem Holzstück zu erzeugen. Die andere Technik benutzt die Woomera und den Schild, den die Eingeborenen bei sich tragen.
Auf den Philippinen sind Feuersägen aus Bambus verbreitet.

## Technik
Beim Feuersägen benötigt man ein Werkstück aus Holz, in dem eine Kerbe geschnitzt ist. An der Kerbe wird die „Säge“ gerieben, um glühenden Holzstaub zu erzeugen, um damit ein Zundernest zum Brennen zu bringen. Die Säge kann dabei aus Hartholz bestehen oder auch eine Schnur sein.